# Slavětice (Všemyslice)
Slavětice jsou malá vesnice, část obce Všemyslice v okrese České Budějovice v Jihočeském kraji. Nachází se asi jeden kilometr severně od Všemyslic. Je zde evidováno 16 adres. V roce 2011 zde trvale žilo 31 obyvatel.
Slavětice leží v katastrálním území Slavětice u Všemyslic o rozloze 2,44 km².

## Historie
Území bylo osídleno již ve starší době bronzové a v raném středověku. V lokalitě Holý vrch je z této doby hradiště. Opevnění tohoto hradiště bylo koncem dvacátých let 21. století porušeno nově vytvořeným průrazem pro odvoz dřeva. První písemná zmínka o vesnici pochází z roku 1407.

## Obyvatelstvo
| Rok            | 1869 | 1880 | 1890 | 1900 | 1910 | 1921 | 1930 | 1950 | 1961 | 1970 | 1980 | 1991 | 2001 | 2011 | 2021 |
| -------------- | ---- | ---- | ---- | ---- | ---- | ---- | ---- | ---- | ---- | ---- | ---- | ---- | ---- | ---- | ---- |
| Počet obyvatel | 127  | 111  | 101  | 90   | 94   | 86   | 70   | 56   | 53   | 45   | 33   | 30   | 32   | 31   | 34   |
| Počet domů     | 17   | 17   | 17   | 17   | 17   | 17   | 18   | 19   | 19   | 15   | 10   | 16   | 16   | 16   | 16   |

## Pamětihodnosti
- Mohylník